# Maaiana

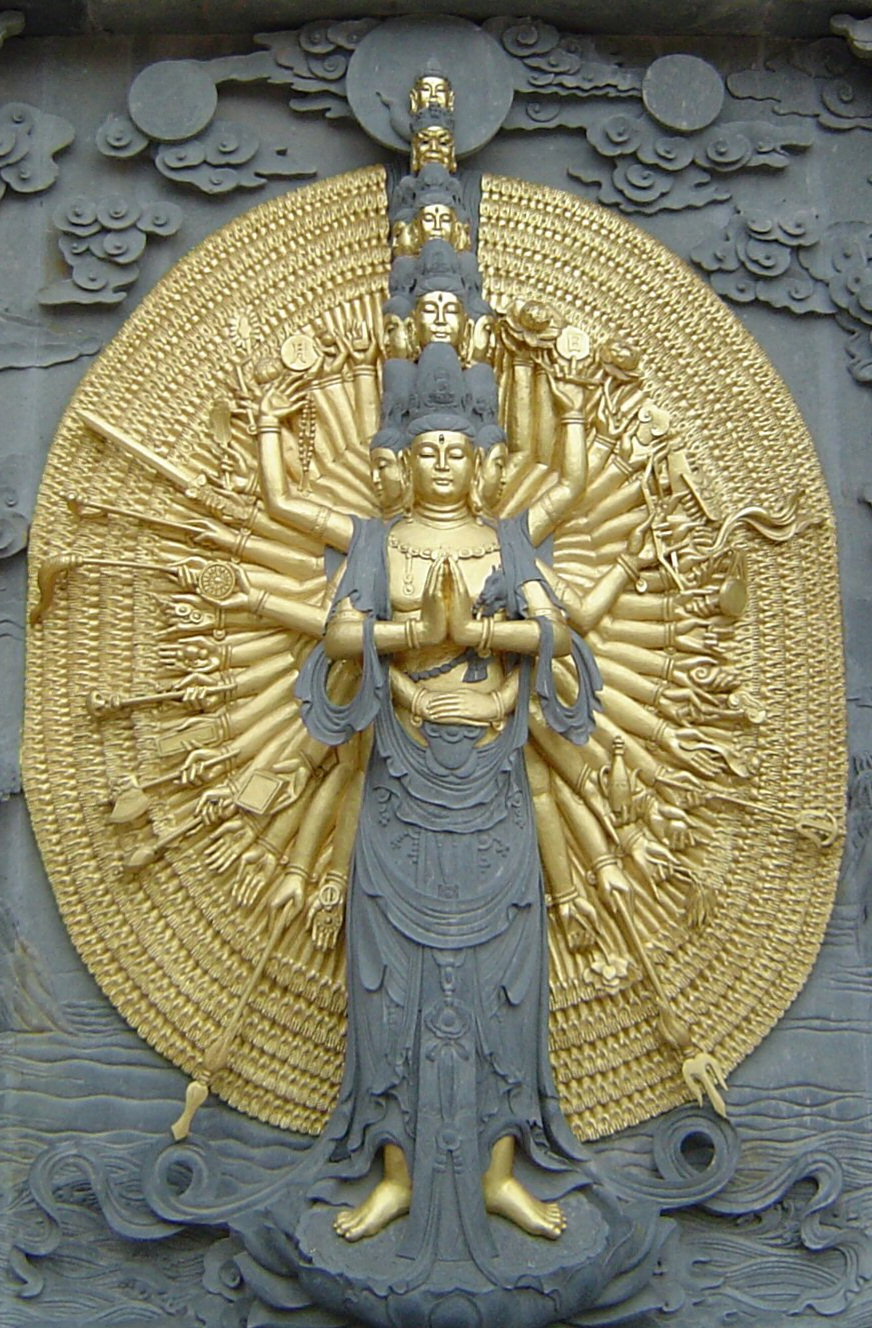
Imagem em relevo do bodisatva Kuan Yin, no Monte Jiuhua, na República Popular da China; os diversos braços da imagem representam a capacidade e o compromisso sem limites do bodisatva em ajudar os outros seres.

Maaiana, mahayana, magnaiana ou Caminho para Muitos (em sânscrito:  महायान, transl. mahāyāna, "grande veículo") é um termo classificatório utilizado no budismo que pode ser usado de três maneiras diferentes:
- Como tradição viva, o maaiana é a maior das duas principais tradições do budismo existentes hoje em dia, a outra sendo o teravada.
- Como ramo da filosofia budista, o maaiana se refere a um nível de prática e motivação espiritual,[4] mais especificamente ao Bodhisattvayana[5] A alternativa filosófica é o hinaiana, que é o yana ("caminho") de Arhat.
- Como caminho prático, o maaiana é um dos três yanas, ou caminhos para a iluminação, os outros dois sendo o teravada e o vajrayana.

As raízes do nome mahayana são polêmicas e têm sua origem num debate sobre quais seriam os reais ensinamentos do Buda. Embora o movimento maaiana trace suas origens a Gautama Buda, as evidências históricas indicam que ele se originou no século I a.C. ou no século I d.C. no Sul da Índia. Foi levado para a China por Lokaksema, primeiro tradutor dos sutras maaianas para o chinês.
A primeira menção ao maaiana ocorre no Sutra do Lótus, entre o século I a.C. e o século I. As primeiras escrituras maaianas provavelmente se originaram durante o século I, no subcontinente indiano e se espalharam para a China durante o segundo século. Apenas no século V, o maaiana se tornou uma escola influente na Índia. No decorrer de sua história, o maaiana se espalhou pelo Leste da Ásia. Os principais países no qual ele ainda é praticado são a China, o Japão, a Coreia e o Vietnã.
Alguns dos principais sutras maaianas, codificados para sânscrito, não sobreviveram com o tempo e se perderam. As versões que foram traduzidas posteriormente para o tibetano e o chinês sobreviveram. As principais escolas do budismo maaiana que possuem um número significativo de seguidores são o budismo tibetano, o zen-budismo, a Terra Pura, o Nichiren, o Shingon e o Tendai.

## Doutrina
Poucas coisas podem ser ditas com certeza sobre o budismo maaiana, especialmente sobre suas primeiras formas, indianas, além de que é a forma de budismo praticada na China, no Vietnã, Coreia, Tibete, Nepal e Japão e de que sua língua canônica é, principalmente, o sânscrito. O maaiana pode ser descrito como um feixe atado de maneira pouco firme, de diversos ensinamentos, que conseguiu englobar as diversas e contrastantes ideias encontradas naqueles diversos ensinamentos dos elementos que o compõem.
O maaiana é uma estrutura religiosa e filosófica vasta. Constitui uma fé inclusiva, caracterizada pela adoção de novos sutras, os chamados sutras maaianas, em adição aos textos mais tradicionais, como o Cânone Páli e os ágamas, e por uma mudança nos conceitos e no propósito básico do budismo. O maaiana se vê como capaz de penetrar mais profundamente no darma de Buda. No Nirvana Sutra (ou Mahaparinirvana Sutra), por exemplo, o Buda narra como seus primeiros ensinamentos sobre o sofrimento, a impermanência e o não eu foram dados àqueles que ainda eram como "pequenas crianças", incapazes de digerir a "refeição" completa da verdade. À medida que estes estudantes espirituais "fossem crescendo" e não mais se satisfizendo com os ingredientes preliminares da refeição dármica com que se alimentavam e precisassem de maior sustância, estariam, então, prontos a assimilar os ensinamentos do maaiana em toda a sua totalidade.
O escola maaiana do budismo retira a ênfase no ideal, expresso pelo teravada, da libertação do dukkha (sofrimento) individual, e na obtenção do nirvana (extinção). O Sutra do Lótus diz, por diversas vezes, que a vida do Buda é extremamente longa, e que ela é infinita; as autoridades do maaiana divergem sobre qual destas afirmações deve ser interpretada literalmente. De uma maneira geral, os chineses e japoneses preferem a primeira, enquanto os tibetanos a última. Além disso, a maioria das escolas do maaiana acredita num panteão de bodisatvas (em sânscrito:  बोधिसत्त्व), quase-divinos, que se devotam à excelência pessoal, ao conhecimento supremo e à salvação da humanidade e de todos os outros seres sencientes (animais, fantasmas, semideuses etc.). O zen-budismo é uma escola do maaiana que, frequentemente, retira a ênfase no panteão dos bodisatvas e, ao invés disso, se foca nos aspectos meditativos da religião. No maaiana, o Buda é visto como o ser definitivo, mais elevado, presente em todos os tempos, em todos os seres, e em todos os lugares, enquanto os bodisatvas representam o ideal universal da excelência altruística.
Os princípios fundamentais da doutrina maaiana foram baseados em torno da possibilidade da liberação universal do sofrimento para todos os seres (daí "grande veículo") e na existência de budas e bodisatvas que incorporam a natureza de Buda (em chinês: 佛性) transcendente (a eterna presença do Buda, presente, porém escondida e irreconhecível, em todos os seres). Algumas escolas do maaiana simplificam a expressão de fé permitindo que a salvação seja obtida através da graça do buda Amitaba (अमिताभ), tendo fé e se devotando ao nianfo (cânticos a Amitaba). Este estilo de vida devoto do budismo é especialmente enfatizado pelas escolas da corrente Terra Pura, e contribuiu enormemente ao sucesso do maaiana no Leste da Ásia, onde os elementos espirituais tradicionalmente se utilizavam de cânticos com o nome de um buda, de mantras ou dharanis, da leitura de sutras maaianas e do misticismo. No budismo chinês, a maioria dos monges pratica a Terra Pura, alguns combinando-a com o Chan (Zen).
Há uma tendência, nos sutras maaianas, de encarar a aderência a estes textos como forma de obter benefícios espirituais maiores do que aqueles que seriam obtidos pelos seguidores das visões não maaiânicas do darma. Assim, no Srimala Sutra, o Buda afirma que a devoção ao maaiana é inerentemente superior em suas virtudes à devoção ao caminho do Sravaka ou do Pratyekabuddha:
" ...assim como, no gado, a magnificência do mais bem criado e belo brilha mais que o resto do rebanho em altura, peso e assim por diante, também sustentar o Saddharma [Verdadeiro Darma] do maaiana, ainda que somente um pouco, é algo maior e mais vasto que todos os saudáveis darmas dos yanas [veículos] do Shravaka e Pratyekabuddha."